# Zenrin Kokuhōki
Zenrin Kokuhōki (善隣国宝記) é uma obra de três volumes publicada em 1470 por Zuikei Shūhō.
Trata da história diplomática do Japão, abordando as relações que o Japão mantém com seus vizinhos da Coreia e da China.